# Rue du Nouveau-Monde
La rue du Nouveau-Monde (polonais : ulica Nowy Świat) est une voie de l'arrondissement de Śródmieście à Varsovie.

## Histoire
La rue est un tronçon de l'ancienne route reliant le vieux Varsovie à la ville de Jazdów (pl), qui deviendra plus tard le quartier d'Ujazdów (pl). Le nom "Nowy Świat" (Nouveau monde) fait référence à la nouvelle population qui, au XVIIe siècle, s'installe derrière les remparts de la ville, de part et d'autre de la route.
Après la destruction de la Seconde Guerre mondiale, les bâtiments de la rue sont reconstruits. La hauteur des immeubles est nivelée, les bâtiments les plus hauts sont abaissés.
Au tournant des années 1995 et 1996, la rue est rénovée pour marquer le 400e anniversaire de la zone métropolitaine de Varsovie. Au cours de cette rénovation, l'emprise de la chaussée est réduite de 14 à 7 mètres, les trottoirs sont élargis et des véhicules privés ont disparu de la rue, laissant place aux taxis et aux bus. Sur les trottoirs des jardins d'été, des arbres en conteneurs et des bancs sont apparus, transformant la rue en promenade.

## Tracé
La rue Nowy Świat relie le monument Nicolas Copernic, à la place Trzech Krzyży (place des Trois-Croix). Elle croise Aleje Jerozolimskie (avenue de Jérusalem) et la rue Świętokrzyska (rue de la Sainte-Croix). Près du campus de l'université de Varsovie et du monument Nicolas Copernic, la rue cède la place à la rue Krakowskie Przedmieście (rue du Faubourg-de-Cracovie), qui se prolonge jusqu'au Palais royal de Varsovie, plac Zamkowy.

## Lieux et édifices remarquables
- Rond-point Charles-de-Gaulle et palmier de l'avenue de Jérusalem (pl)
- Statue du général de Gaulle
- Monument des partisans (pl), près du square Stanisław-Wisłocki
- Palais Kossakowski (pl) n° 19
- Immeuble Bentkowski (pl) n° 49 (début XIXe siècle) immeuble et jardins sont classés au registre des objets de l'héritage culturel.
- Palais Sanguszko (pl) n° 51 XVIIIe siècle
- Hôtel Savoy (pl) n° 58 (début XXe siècle)
- Palais Zamoyski (pl) n°67 XVIIIe siècle
- Palais Staszic n° 72 (début XIXe siècle)
- Monument Nicolas Copernic, devant le palais Staszic

## Sources
- (pl) Cet article est partiellement ou en totalité issu de l’article de Wikipédia en polonais intitulé « Ulica Nowy Świat w Warszawie » (voir la liste des auteurs).